# سوخو تی-۳
سوخو تی-۳ (به انگلیسی: Sukhoi T-3) یک هواگرد ساختِ کارخانهٔ سوخو در کشور اتحاد جماهیر سوسیالیستی شوروی است. این هواگرد برای نخستین بار در ۲۶ مه ۱۹۵۶ میلادی مورد استفاده قرار گرفت.